# Centro de Investigación en Energía y Aire Limpio

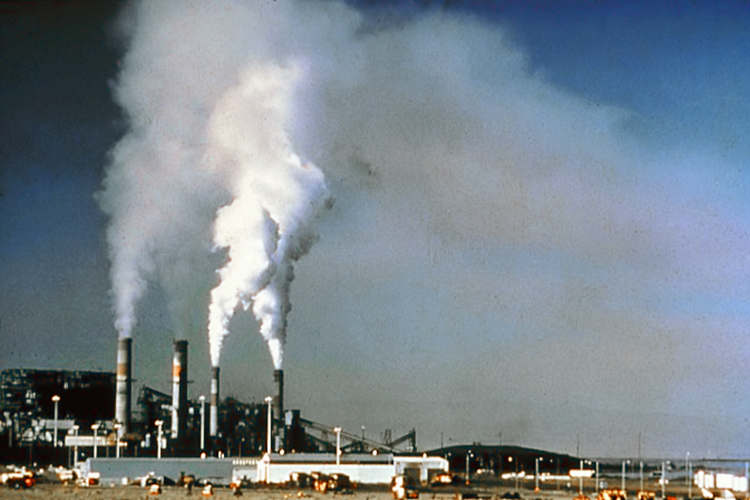
Contaminación de la central térmica de Four Corners en Nuevo México. El Centro de Investigación en Energía y Aire Limpio realiza informes sobre la contaminación atmosférica (no solo la visible, como la de la foto, sino también la de gases no visibles, como el dióxido de carbono) que algunas tecnologías (como las centrales térmicas de carbón o de gas natural) producen al generar electricidad.

El Centro de Investigación sobre Energía y Aire Limpio (CREA por sus siglas en inglés) es un laboratorio de ideas (think tank) sin ánimo de lucro que investiga la energía y la contaminación atmosférica. El CREA se fundó en Helsinki en 2019 con el objetivo de seguir los impactos de la contaminación del aire proporcionando productos de investigación respaldados por datos.